# Dicerca obscura
Dicerca obscura es una especie de escarabajo del género Dicerca, familia Buprestidae. Fue descrita científicamente por Fabricius en 1781.
Las larvas se encuentran en Diospyros virginiana, en Rhus typhina; los adultos en Carya y robles.

## Distribución geográfica
Habita en el centro y este de los Estados Unidos y Canadá.

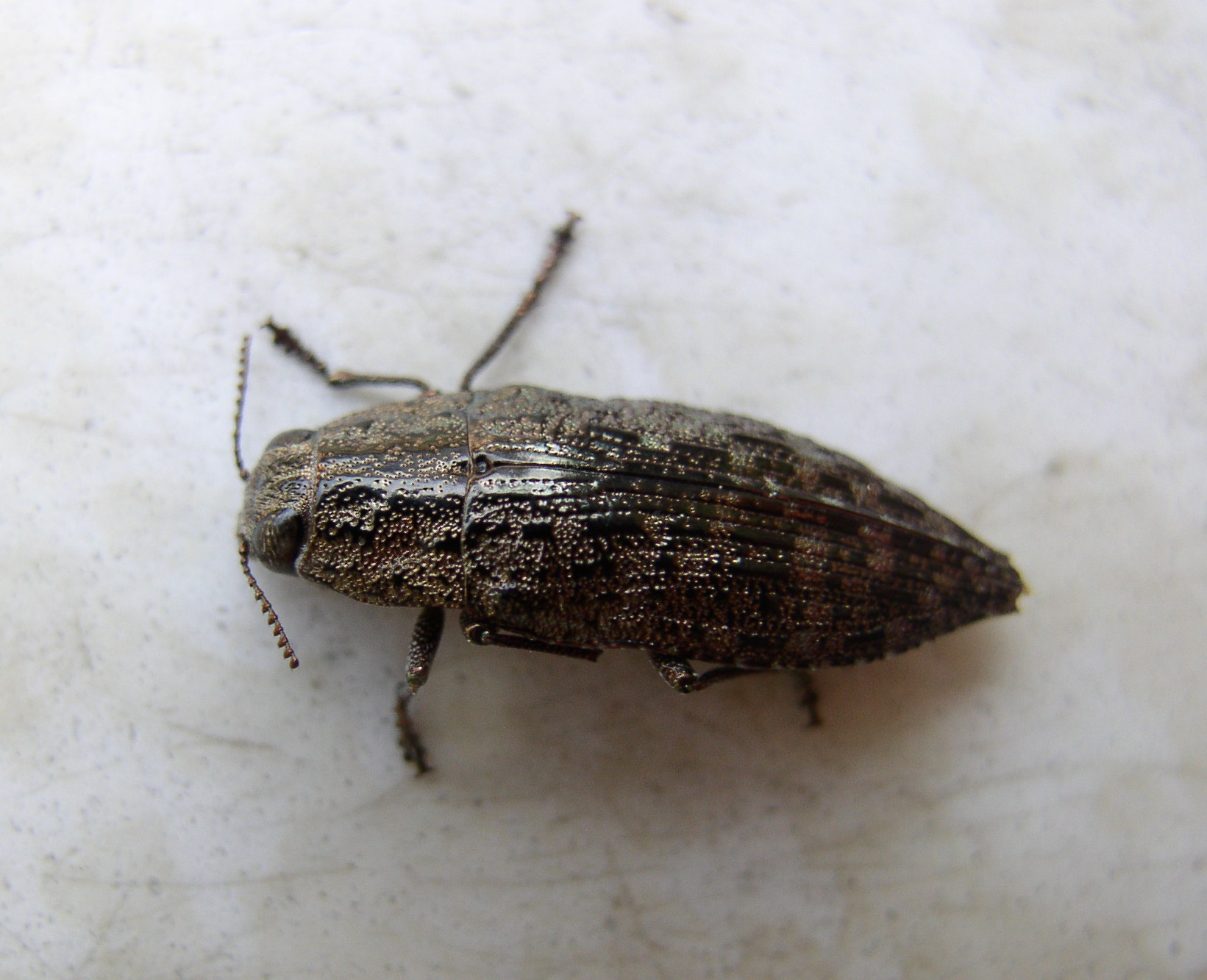